# Gustaf Hyphoff

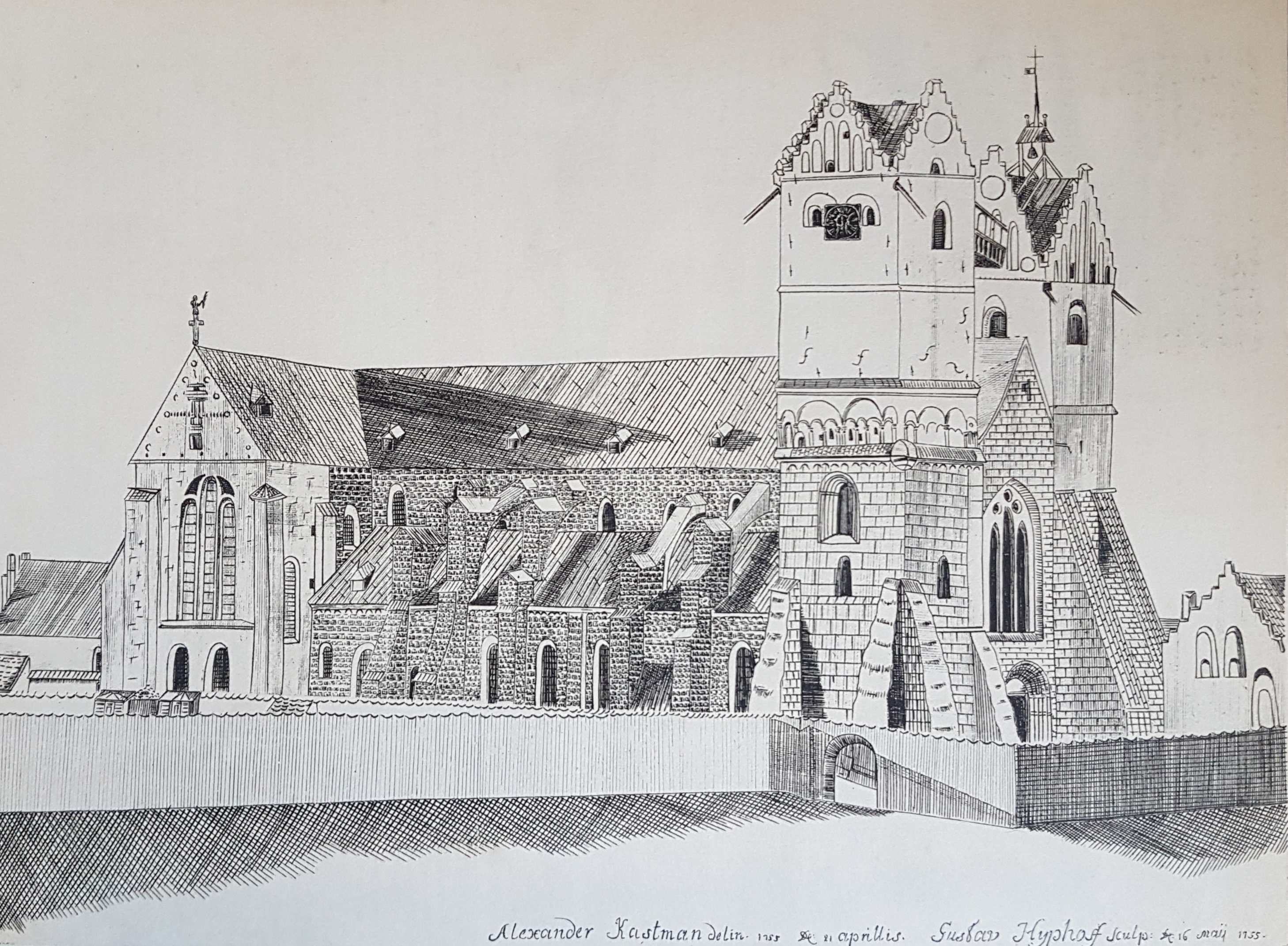
Gustaf Hyphoffs gravyr av Lunds Domkyrka 1755

Gustaf Hyphoff, född 2 maj 1724 i Sala, död 19 december 1759 i Karlskrona genom avrättning, var en svensk guldsmed, akademigravör och kopparstickare.
Han var son till stadssekreteraren Johan Hyphoff och Anna Christina Malmberg. Han var i lära hos guldsmeden van den Hagen i Stockholm 1739-1747 och genomförde en gesällvandring till Norge, Amsterdam och London. När han återkommer till Stockholm 1749 etablerade han en pinsbacksverkstad. Han var verksam som guldsmed och gravör i Helsingör 1751-1754 och utnämndes till akademigravör i Lund 1754. Han begär avsked 1756 och flyttade därefter till Karlskrona där han tillsammans med Christian Carl Pettersson tillverkade falska bankosedlar. Efter rannsakning dömdes han och hans medhjälpare till döden. Till Hyphoffs mer kända arbeten hör den bild av Lunds domkyrka som han stack för Gustaf Sommelius disputation De tempo cathedrali Lundensi.